# Peleteria aclista
Peleteria aclista là một loài ruồi trong họ Tachinidae.